# Liste der Städte in Südtirol
Dies ist eine Liste der Städte in Südtirol nach Einwohnerzahl und alphabetisch geordnet.

## Gemeinden mit mindestens 5000 Einwohnern
Die folgende Liste enthält alle Gemeinden in Südtirol mit mindestens 5000 Einwohnern (demzufolge Städte im geografischen Sinn, die nicht notwendigerweise Stadtrechte besitzen).
Die angegebenen Einwohnerzahlen spiegeln die Ergebnisse der Volkszählungen (VZ) von 1991, 2001 und 2011 sowie die Fortschreibung des Südtiroler Landesinstituts für Statistik wider. Die Einwohnerzahlen beziehen sich auf das jeweilige Gemeindegebiet. Zum Teil enthalten sie keine Fraktionen (Ortsteile), etwa bei Bozen, zum Teil aber auch viele eingemeindete Fraktionen, etwa im Falle der Gemeinde Sarntal. Außerdem ist die Bezirksgemeinschaft, zu der die Gemeinde gehört, angegeben. Die Reihung erfolgt nach der Einwohnerzahl in absteigender Reihenfolge.
S = Stadtgemeinde, M = Marktgemeinde
| Rang | Name            |   | Bezirksgemeinschaft | VZ 1991 | VZ 2001 | VZ 2011 | 31. Dezember 2023 |
| ---- | --------------- | - | ------------------- | ------- | ------- | ------- | ----------------- |
| 1.   | Bozen           | S | Bozen               | 98.158  | 94.989  | 102.575 | 106.357           |
| 2.   | Meran           | S | Burggrafenamt       | 33.504  | 33.656  | 37.368  | 41.404            |
| 3.   | Brixen          | S | Eisacktal           | 16.992  | 18.359  | 20.677  | 23.002            |
| 4.   | Leifers         | S | Überetsch-Unterland | 13.707  | 15.069  | 16.909  | 18.468            |
| 5.   | Bruneck         | S | Pustertal           | 12.624  | 13.618  | 15.397  | 17.124            |
| 6.   | Eppan           |   | Überetsch-Unterland | 10.914  | 12.657  | 13.988  | 15.002            |
| 7.   | Lana            | M | Burggrafenamt       | 8.631   | 9.759   | 11.251  | 12.595            |
| 8.   | Kaltern         | M | Überetsch-Unterland | 6.337   | 6.852   | 7.660   | 8.181             |
| 9.   | Ritten          |   | Salten-Schlern      | 6.101   | 6.993   | 7.642   | 8.147             |
| 10.  | Sarntal         |   | Salten-Schlern      | 6.324   | 6.620   | 6.890   | 7.215             |
| 11.  | Sterzing        | S | Wipptal             | 5.596   | 5.785   | 6.390   | 6.960             |
| 12.  | Kastelruth      | M | Salten-Schlern      | 5.600   | 5.994   | 6.459   | 7.019             |
| 13.  | Schlanders      | M | Vinschgau           | 5.366   | 5.733   | 5.947   | 6.358             |
| 14.  | Ahrntal         |   | Pustertal           | 5.261   | 5.517   | 5.910   | 5.977             |
| 15.  | Naturns         | M | Burggrafenamt       | 4.535   | 5.089   | 5.554   | 6.102             |
| 16.  | Sand in Taufers | M | Pustertal           | 4.436   | 4.872   | 5.272   | 5.740             |
| 17.  | Klausen         | S | Eisacktal           | 4.284   | 4.632   | 5.144   | 5.200             |
| 18.  | Latsch          | M | Vinschgau           | 4.320   | 4.870   | 5.126   | 5.263             |
| 19.  | Mals            | M | Vinschgau           | 4.608   | 4.830   | 5.086   | 5.301             |
| 20.  | Neumarkt        | M | Überetsch-Unterland | 4.013   | 4.339   | 4.992   | 5.527             |
| 21.  | Algund          |   | Burggrafenamt       | 3.841   | 4.169   | 4.873   | 4.984             |

## Gemeinden mit Stadtrecht
Die Liste enthält alle Gemeinden mit Stadtrecht in Südtirol.
| Stadt    | Bezirk              | Markt seit | Stadt seit | Einwohner 31. Dezember 2023 | Italienischer Name | Ladinischer Name  |
| -------- | ------------------- | ---------- | ---------- | --------------------------- | ------------------ | ----------------- |
| Bozen    | Bozen               |            | 1265       | 106.357                     | Bolzano            | Bulsan, Balsan    |
| Brixen   | Eisacktal           |            | 1380       | 23.002                      | Bressanone         | Persenon, Porsenù |
| Bruneck  | Pustertal           |            | 1298       | 17.124                      | Brunico            | Bornech, Burnech  |
| Glurns   | Vinschgau           | 1291       | 1304       | 932                         | Glorenza           |                   |
| Klausen  | Eisacktal           |            | 1308       | 5.200                       | Chiusa             | Tluses, Tlüses    |
| Leifers  | Überetsch-Unterland |            | 1985       | 18.468                      | Laives             |                   |
| Meran    | Burggrafenamt       |            | 1317       | 41.404                      | Merano             | Maran             |
| Sterzing | Wipptal             |            | 1280       | 6.960                       | Vipiteno           |                   |

## Gemeinden mit Marktrecht
Die Liste enthält alle Gemeinden mit Marktrecht in Südtirol. Ehemalige Marktgemeinden sind kursiv angegeben.
| Markt                | Bezirk              | Markt seit | Einwohner 31. Dezember 2023 | Italienischer Name    | Ladinischer Name |
| -------------------- | ------------------- | ---------- | --------------------------- | --------------------- | ---------------- |
| Auer                 | Überetsch-Unterland |            | 3.569                       | Ora                   | Aóra (fas.)      |
| Gossensaß (Brenner)  | Wipptal             | 1908       | 2.368                       | Colle Isarco          |                  |
| Gries                | Bozen               | bis 1925   |                             | Gries                 |                  |
| Innichen             | Pustertal           |            | 3.337                       | San Candido           | S. Ciana         |
| Kaltern              | Überetsch-Unterland |            | 8.181                       | Caldaro               |                  |
| Lana                 | Burggrafenamt       |            | 12.595                      | Lana                  |                  |
| Latsch               | Vinschgau           | 1906       | 5.263                       | Laces                 |                  |
| Mals                 | Vinschgau           | 1642       | 5.301                       | Malles Venosta        |                  |
| Mühlbach             | Eisacktal           |            | 3.207                       | Rio di Pusteria       |                  |
| Neumarkt             | Überetsch-Unterland |            | 5.527                       | Egna                  |                  |
| Sand in Taufers      | Pustertal           |            | 5.740                       | Campo Tures           | Türesc           |
| Schlanders           | Vinschgau           | 1906       | 6.358                       | Silandro              |                  |
| Sankt Lorenzen       | Pustertal           |            | 3.902                       | San Lorenzo di Sebato | S. Laorënz       |
| St. Ulrich in Gröden | Salten-Schlern      |            | 4.777                       | Ortisei               | Urtijëi          |
| Tramin               | Überetsch-Unterland |            | 3.380                       | Termeno               |                  |
| Untermais            | Burggrafenamt       | 1905–1923  |                             | Maia Bassa            |                  |
| Kastelruth           | Salten-Schlern      |            | 7.019                       | Castelrotto           | Ciastel          |

## Bezirkshauptorte
Die Liste enthält alle Gemeinden, die Hauptort einer Südtiroler Bezirksgemeinschaft sind.
| Bezirkshauptort | Bezirk              | Einwohner (31. Dezember 2023) |
| --------------- | ------------------- | ----------------------------- |
| Bozen           | Bozen               | 106.357                       |
| Meran           | Burggrafenamt       | 41.404                        |
| Brixen          | Eisacktal           | 23.002                        |
| Bruneck         | Pustertal           | 17.124                        |
| Bozen           | Salten-Schlern      | 106.357                       |
| Neumarkt        | Überetsch-Unterland | 5.527                         |
| Schlanders      | Vinschgau           | 6.358                         |
| Sterzing        | Wipptal             | 6.960                         |